# جون كارني
جون كارني (بالإنجليزية: John Carney) هو لاعب كرة قدم أمريكية أمريكي، ولد في 20 أبريل 1964 في هارتفورد في الولايات المتحدة.

## وصلات خارجية
- جون كارني على موقع مرجع كرة القدم المحترفة.كوم (الإنجليزية)